# Matthew Rowe
Matthew Rowe, född 19 maj 1999, är en brittisk roddare.

## Karriär
Rowe började med rodd som 14-åring. Vid junior-VM 2017 i Trakai var han en del av Storbritanniens lag som tog brons i åtta med styrman. Vid U23-VM 2019 i Sarasota var Rowe en del av Storbritanniens lag som tog guld i åtta med styrman. Vid U23-VM 2021 i Račice tog han brons tillsammans med Callum Sullivan, Henry Blois-Brooke och Iwan Hadfield i fyra utan styrman.
Vid EM 2025 i Plovdiv var Rowe en del av Storbritanniens lag som tog guld i åtta med styrman.